# Bundesrat (Allemagne)
Pour les articles homonymes, voir Bundesrat.
Pour les autres articles nationaux ou selon les autres juridictions, voir Conseil fédéral.
 (avril 2021).
Si vous disposez d'ouvrages ou d'articles de référence ou si vous connaissez des sites web de qualité traitant du thème abordé ici, merci de compléter l'article en donnant les références utiles à sa vérifiabilité et en les liant à la section « Notes et références ».
Reichsrat
Chambre des Länder (RDA)
Chambre des seigneurs de Prusse
Le Bundesrat ou Conseil fédéral est la représentation législative fédérale des seize Länder allemands (Bundesländer). Ses membres sont nommés par les gouvernements des Länder d'Allemagne.
Ce corps législatif est parfois assimilé à une chambre haute d'un parlement bicaméral supposé, mais cette théorie est contestée, même s'il exerce, en coopération avec le Bundestag (qui constituerait la chambre basse), le pouvoir législatif et le pouvoir constituant au niveau fédéral en adoptant les lois fédérales et les révisions de la Loi fondamentale.

## Siège
Entre 1949 et 2000, le Bundesrat siège à la Bundeshaus à Bonn. Depuis la réunification allemande, il siège à Berlin dans les locaux de l'ancienne Chambre des seigneurs de Prusse.

## Principes

### Composition
Au Bundesrat s'expriment 69 votes. Les Länder avec plus de sept millions d'habitants ont 6 votes, ceux entre six et sept millions d'habitants en ont 5, ceux entre deux et six millions d'habitants ont 4 votes et ceux avec moins de deux millions d'habitants en ont trois, ce qui donne une sur-représentation des petits Länder par rapport à leur poids démographique. Chaque Land peut désigner autant de membres de son gouvernement comme membres titulaires du Bundesrat qu'il a de votes. Les autres membres des gouvernements des Länder sont cependant systématiquement désignés comme suppléants, ce qui donne les mêmes droits de présence et de parole. Si un seul y est présent, il a la responsabilité de l'intégralité des votes de son Land. La représentation du gouvernement d'un Land par un ministre d'un autre Land est interdite.
Il n'existe pas d'élections du Bundesrat. Du point de vue constitutionnel, le Bundesrat est un organe permanent, qui se renouvelle régulièrement avec les élections des parlements des Länder.

### Présidence
La présidence est exercée annuellement, du 1er novembre au 31 octobre de l'année suivante, par un chef de gouvernement régional.

#### Rotation
La rotation s'effectue entre les Länder en fonction de leur population conformément à l'accord de Konigstein (en allemand : Königsteiner Vereinbarung), conclu par les ministres-présidents le 30 août 1950. L'ordre de rotation est réajusté tous les 16 ans.
Le 7 septembre 1949, le ministre-président de Rhénanie-du-Nord-Westphalie Karl Arnold (CDU) est élu premier président du Bundesrat, fonction à laquelle aspirait également le ministre-président de Bavière Hans Ehard (CSU). La délégation de Bavière s'abstient donc lors du vote. Après la conclusion de l'accord de Konigstein, toutes les élections à la présidence du Conseil fédéral ont été acquises à l'unanimité.
Lors de la réunification allemande le 3 octobre 1990, la présidence est exercée par le premier bourgmestre de Hambourg Henning Voscherau (SPD). Les cinq Länder issus de l'ancienne République démocratique allemande sont aussitôt intégrés à l'ordre de rotation. Le 1er novembre, le ministre-président de Mecklembourg-Poméranie-Occidentale Alfred Gomolka (CDU) prend donc la présidence tournante, son Land étant le seul de l'ex-RDA à être moins peuplé que Hambourg.
Les célébrations officielles de la fête nationale (3 octobre) ont lieu dans la capitale du Land assumant la présidence. De 2006 à 2022, ce Land est honoré avec une pièce commémorative de 2 euros ; une nouvelle série analogue commence en 2023.

#### Transmission
Par deux fois, la Hesse a connu un changement de ministre-président alors que la présidence tournante lui revenait. En 1987, Holger Börner (SPD) est remplacé par Walter Wallmann (CDU). La situation se reproduit en 1999, quand Hans Eichel (SPD) cède le pouvoir à Roland Koch (CDU).
Par ailleurs, en 1991, Alfred Gomolka se démet après avoir été mis en minorité au Landtag. Berndt Seite (CDU) lui succède.

#### Présidences remarquables
Seuls trois présidents ne sont pas issus des deux « grands partis » : deux ministres-présidents de Bade-Wurtemberg, à savoir Reinhold Maier (FDP) en 1952 et Winfried Kretschmann (Grünen) en 2012, et un ministre-président de Thuringe, à savoir Bodo Ramelow (Linke) en 2021.
Sept personnes ont exercé la présidence du Conseil fédéral à deux reprises : le ministre-président de Bavière Hans Ehard (CSU), le ministre-président de Hesse Georg August Zinn (SPD), les ministres-présidents de Rhénanie-Palatinat Peter Altmeier et Bernhard Vogel (CDU), le ministre-président de Sarre Franz-Josef Röder (CDU), le président du Sénat de Brême Hans Koschnick (SPD) et le ministre-président de Rhénanie-du-Nord-Westphalie Johannes Rau (SPD). Cette situation était plus plausible à l'époque de l'Allemagne de l'Ouest puisque la rotation se faisait sur 11 ans, contre 16 ans depuis la réunification.
En 1976, la présidence reste vacante 44 jours. Le ministre-président de Hesse, Albert Osswald, démissionne le 20 octobre 1976, perdant automatiquement la présidence du Bundesrat, qui décide de ne pas le remplacer par son successeur, Holger Börner, en raison de la fin imminente du mandat. Le 31 octobre, la présidence passe donc à la Rhénanie-Palatinat, mais son ministre-président, Helmut Kohl, a été élu au Bundestag lors des élections fédérales du 3 octobre et entend démissionner, ce qui amène le Conseil fédéral à repousser l'élection de son président. Celle-ci se produit le 3 décembre au profit de Bernhard Vogel, élu ministre-président la veille par le Landtag.
Bien que la ministre-présidente de Schleswig-Holstein Heide Simonis devînt en 1993 la première femme à diriger un gouvernement régional, la première femme à avoir exercé la présidence du Bundesrat est la ministre-présidente de Rhénanie-du-Nord-Westphalie Hannelore Kraft (SPD), en 2010.
Johannes Rau, ministre-président de Rhénanie-du-Nord-Westphalie, a été président du Conseil fédéral puis président fédéral. Il est donc la seule personnalité politique à avoir présidé l'assemblée des Länder puis la République fédérale (hors cas d'intérim).
Le ministre-président de Schleswig-Holstein Kai-Uwe von Hassel (CDU) a été président du Bundesrat, puis président du Bundestag. Il est ainsi la seule personnalité politique à avoir exercé la présidence des deux chambres législatives fédérales.

#### Bureau
Le président est assisté de deux vice-présidents. Le premier est le ministre-président du Land ayant occupé la présidence précédente, tandis que le second est celui du Land devant occuper la présidence suivante.

#### Suppléance du président fédéral
Le président du Bundesrat est le remplaçant par intérim du président fédéral lors de la vacance de ce poste.
Cela est arrivé deux fois depuis 1949 : le 31 mai 2010 à la suite de la démission de Horst Köhler après une controverse sur l'engagement des forces armées allemandes en Afghanistan, et le 17 février 2012 à la suite de la démission de Christian Wulff soupçonné de prévarication.

## Bureau actuel
| Fonction                 | Nom | Nom                  | Nom | Land                               | Parti |
| ------------------------ | --- | -------------------- | --- | ---------------------------------- | ----- |
| Présidente               |     | Anke Rehlinger       |     | Sarre                              | SPD   |
| Première vice-présidente |     | Manuela Schwesig     |     | Mecklembourg-Poméranie-Occidentale | SPD   |
| Seconde vice-président   |     | Andreas Bovenschulte |     | Brême                              | SPD   |

## Majorité et opposition
La coalition fédérale au pouvoir, réunissant l'Union chrétienne-démocrate (CDU), l'Union chrétienne-sociale (CSU) et le Parti social-démocrate (SPD) dispose de seulement 16 voix sur 69, tandis que l'opposition ne dispose d'aucune voix.
Les 53 voix restantes sont considérées comme « neutres », puisque issues de Länder où la CDU, le CSU et le SPD participent au gouvernement mais pas ensemble (ou pas seulement ensemble). Les accords de coalition prévoient en effet qu'en cas de désaccord au sein d'une délégation, celle-ci doit s'abstenir de voter.

## Procédure législative
Le gouvernement fédéral est obligé de présenter toutes les initiatives législatives d'abord au Bundesrat avant qu'elles ne passent au Bundestag. De plus, le Bundesrat doit approuver toute législation dans laquelle la Loi fondamentale accorde aux Länder des pouvoirs concomitants ou sont chargés de l'application de lois fédérales (lois de consentement – Zustimmungsgesetze). Le taux de lois qui y sont soumises est passé de 10 % en 1949 à 60 % en 1993, comme de plus en plus de lois fédérales s'occupent de thèmes de la compétence de la législation des Länder. Le Bundesrat a un veto absolu sur ces législations et un veto suspensif sur toute autre loi (loi de réclamation – Einspruchsgesetz). En particulier, les lois sur la procédure administrative au niveau des Länder et sur les impôts partagés entre Fédération et Länder (c'est-à-dire la plupart des impôts) doivent obtenir l'accord du Bundesrat. Le veto suspensif peut être rejeté par le Bundestag avec la majorité de ses membres ; le rejet nécessite une majorité des deux tiers si le Bundesrat a décidé de mettre son veto avec cette majorité (donc au moins 46 votes).
Les Länder dits neutres ont un rôle différent selon le type de législation proposée : l'abstention étant assimilée à un vote négatif, elle joue contre le projet de loi si le consentement du Bundesrat est requis (Zustimmungsgesetz), mais en faveur du projet dans les autres cas où le Bundesrat n'a qu'un droit d'objection (Einspruchsgesetz) (voir infra).
Le pouvoir politique du veto absolu est particulièrement évident quand le ou les partis d'opposition au Bundestag ont une majorité au Bundesrat, ce qui a souvent été le cas. Cela peut mener à des blocages puisque le Bundesrat ne peut pas être dissous et ressemble à des gouvernements de cohabitation dans d'autres pays. Néanmoins, dans la majorité des cas, le blocage pourrait être dissous si les projets de législation fédérale se limitaient au droit matériel, laissant la procédure administrative à la législation des Länder comme le prévoit l'article 84 alinéa 1 de la Loi fondamentale.
Certains observateurs[Lesquels ?] soulignent que des majorités différentes dans les deux assemblées assurent que toute législation, lorsqu'elle est approuvée, a le soutien d’une large base — un point particulièrement important après l’unification alors que le consensus sur des décisions politiques essentielles est particulièrement nécessaire. Cela contraint manifestement à une forme de concertation entre le niveau fédéral et les Länder.
D'autres observateurs[Lesquels ?] mettent en avant que cela mène à des compromis de couloirs lorsque des petits groupes sont stratégiquement en mesure de peser très fortement sur l'issue d’un vote. L’actuelle commission fédérale examine ces points parmi d’autres. On a souvent suggéré de s'inspirer du système des États-Unis d’Amérique et de son Sénat, peut-être en évitant l'égalité de chaque État quelle que soit sa taille.

## Tableau de répartition des voix
| Land                          | Land                               | Population (million ha.) | Votes         | Population par vote (million ha.) | Coalition actuelle   |
| ----------------------------- | ---------------------------------- | ------------------------ | ------------- | --------------------------------- | -------------------- |
| Wappen Baden-Württemberg      | Bade-Wurtemberg                    | 11,125                   | 6 █ █ █ █ █ █ | 1,85                              | Grünen et CDU        |
| Wappen Bayern                 | Bavière                            | 13,177                   | 6 █ █ █ █ █ █ | 2,20                              | CSU et FW            |
| Wappen Berlin                 | Berlin                             | 3,677                    | 4 █ █ █ █     | 0,92                              | CDU et SPD           |
| Wappen Brandenburg            | Brandebourg                        | 2,538                    | 4 █ █ █ █     | 0,63                              | SPD et BSW           |
| Wappen Bremen                 | Brême                              | 0,676                    | 3 █ █ █       | 0,23                              | SPD, Grünen et Linke |
| Wappen Hamburg                | Hambourg                           | 1,854                    | 3 █ █ █       | 0,62                              | SPD et Grünen        |
| Wappen Hessen                 | Hesse                              | 6,295                    | 5 █ █ █ █ █   | 1,26                              | CDU et SPD           |
| Wappen Mecklenburg-Vorpommern | Mecklembourg-Poméranie-Occidentale | 1,611                    | 3 █ █ █       | 0,54                              | SPD et Linke         |
| Wappen Niedersachsen          | Basse-Saxe                         | 8,027                    | 6 █ █ █ █ █ █ | 1,34                              | SPD et Grünen        |
| Wappen Nordrhein-Westfalen    | Rhénanie-du-Nord-Westphalie        | 17,925                   | 6 █ █ █ █ █ █ | 2,99                              | CDU et Grünen        |
| Wappen Rheinland-Pfalz        | Rhénanie-Palatinat                 | 4,107                    | 4 █ █ █ █     | 1,03                              | SPD, FDP et Grünen   |
| Wappen Saarland               | Sarre                              | 0,982                    | 3 █ █ █       | 0,33                              | SPD                  |
| Wappen Sachsen                | Saxe                               | 4,043                    | 4 █ █ █ █     | 1,01                              | CDU et SPD           |
| Wappen Sachsen-Anhalt         | Saxe-Anhalt                        | 2,169                    | 4 █ █ █ █     | 0,54                              | CDU, SPD et FDP      |
| Wappen Schleswig-Holstein     | Schleswig-Holstein                 | 2,922                    | 4 █ █ █ █     | 0,73                              | CDU et Grünen        |
| Wappen Thüringen              | Thuringe                           | 2,109                    | 4 █ █ █ █     | 0,53                              | CDU, BSW, SPD        |
| Totaux                        | Totaux                             | 83,237                   | 69            |                                   |                      |

## Répartition des sièges
| Land                               | Élus | SPD  | CDU  | CSU | Grüne | Die Linke | BSW | FDP | FW  | Mandat | Prochaine élection |
| ---------------------------------- | ---- | ---- | ---- | --- | ----- | --------- | --- | --- | --- | ------ | ------------------ |
| Bade-Wurtemberg                    | 6    | -    | 2    | -   | 4     | -         | -   | -   | -   | 5 ans  | 2026               |
| Bavière                            | 6    | -    | -    | 4   | -     | -         | -   | -   | 2   | 5 ans  | 2028               |
| Berlin                             | 4    | 2    | 2    | -   | -     | -         | -   | -   | -   | 5 ans  | 2026               |
| Brandebourg                        | 4    | 3    | -    | -   | -     | -         | 1   | -   | -   | 5 ans  | 2029               |
| Brême                              | 3    | 1    | -    | -   | 1     | 1         | -   | -   | -   | 4 ans  | 2027               |
| Hambourg                           | 3    | 2    | -    | -   | 1     | -         | -   | -   | -   | 5 ans  | 2030               |
| Hesse                              | 5    | 2    | 3    | -   | -     | -         | -   | -   | -   | 5 ans  | 2028               |
| Mecklembourg-Poméranie-Occidentale | 3    | 2    | -    | -   | -     | 1         | -   | -   | -   | 5 ans  | 2026               |
| Basse-Saxe                         | 6    | 4    | -    | -   | 2     | -         | -   | -   | -   | 5 ans  | 2027               |
| Rhénanie-du-Nord-Westphalie        | 6    | -    | 4    | -   | 2     | -         | -   | -   | -   | 5 ans  | 2027               |
| Rhénanie-Palatinat                 | 4    | 2    | -    | -   | 1     | -         | -   | 1   | -   | 5 ans  | 2026               |
| Sarre                              | 3    | 3    | -    | -   | -     | -         | -   | -   | -   | 5 ans  | 2027               |
| Saxe                               | 4    | 2    | 2    | -   | -     | -         | -   | -   | -   | 5 ans  | 2029               |
| Saxe-Anhalt                        | 4    | 1    | 2    | -   | -     | -         | -   | 1   | -   | 5 ans  | 2026               |
| Schleswig-Holstein                 | 4    | -    | 2    | -   | 2     | -         | -   | -   | -   | 5 ans  | 2027               |
| Thuringe                           | 4    | 1    | 2    | -   | -     | -         | 1   | -   | -   | 5 ans  | 2029               |
| Total                              | 69   | 25   | 19   | 4   | 13    | 2         | 2   | 2   | 2   |        |                    |
| Pourcentage                        | 100  | 36,2 | 29,2 | 5,8 | 18,8  | 2,9       | 2,9 | 2,9 | 2,9 |        |                    |

## Galerie

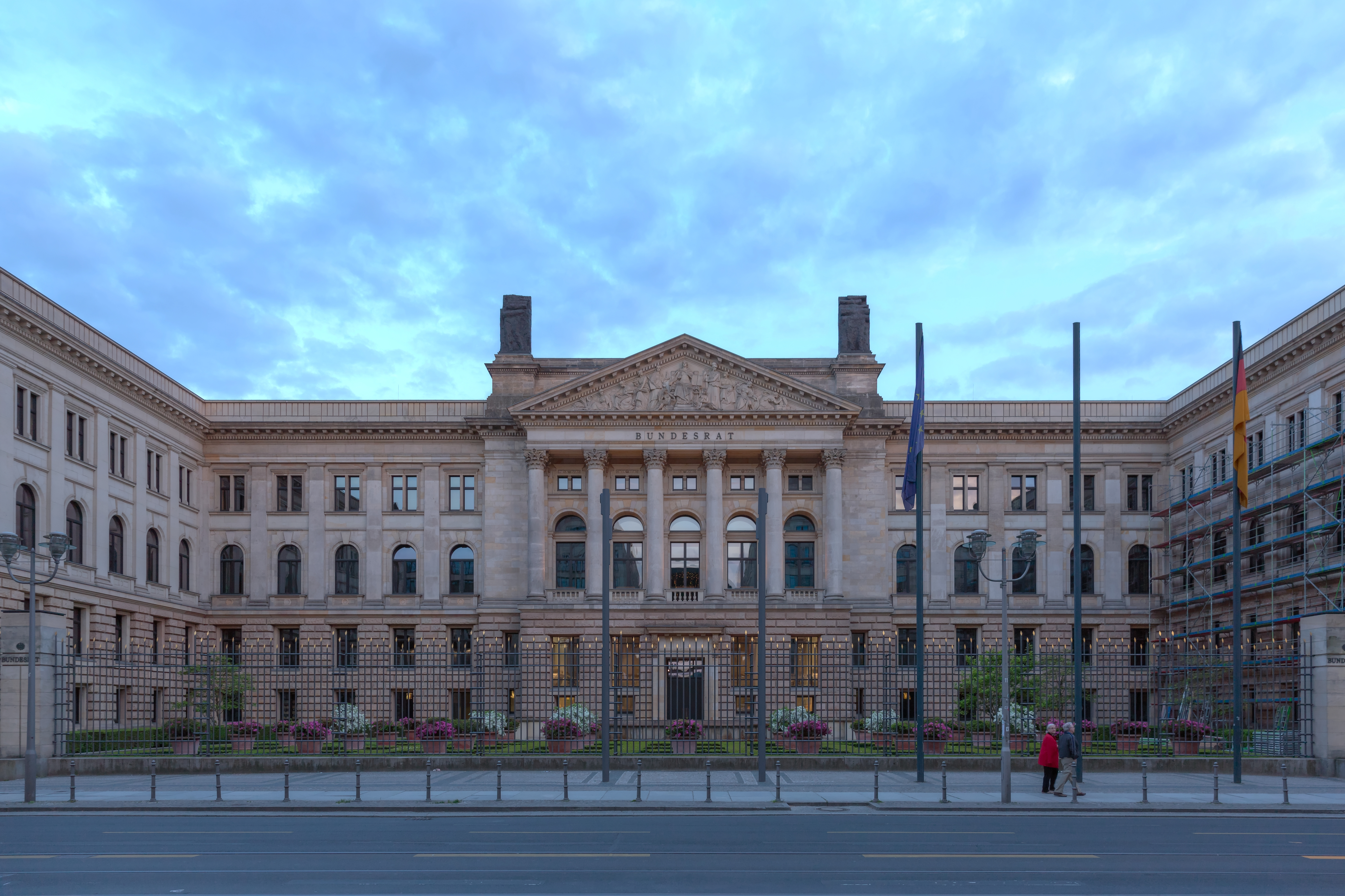
Bâtiment du Bundesrat.
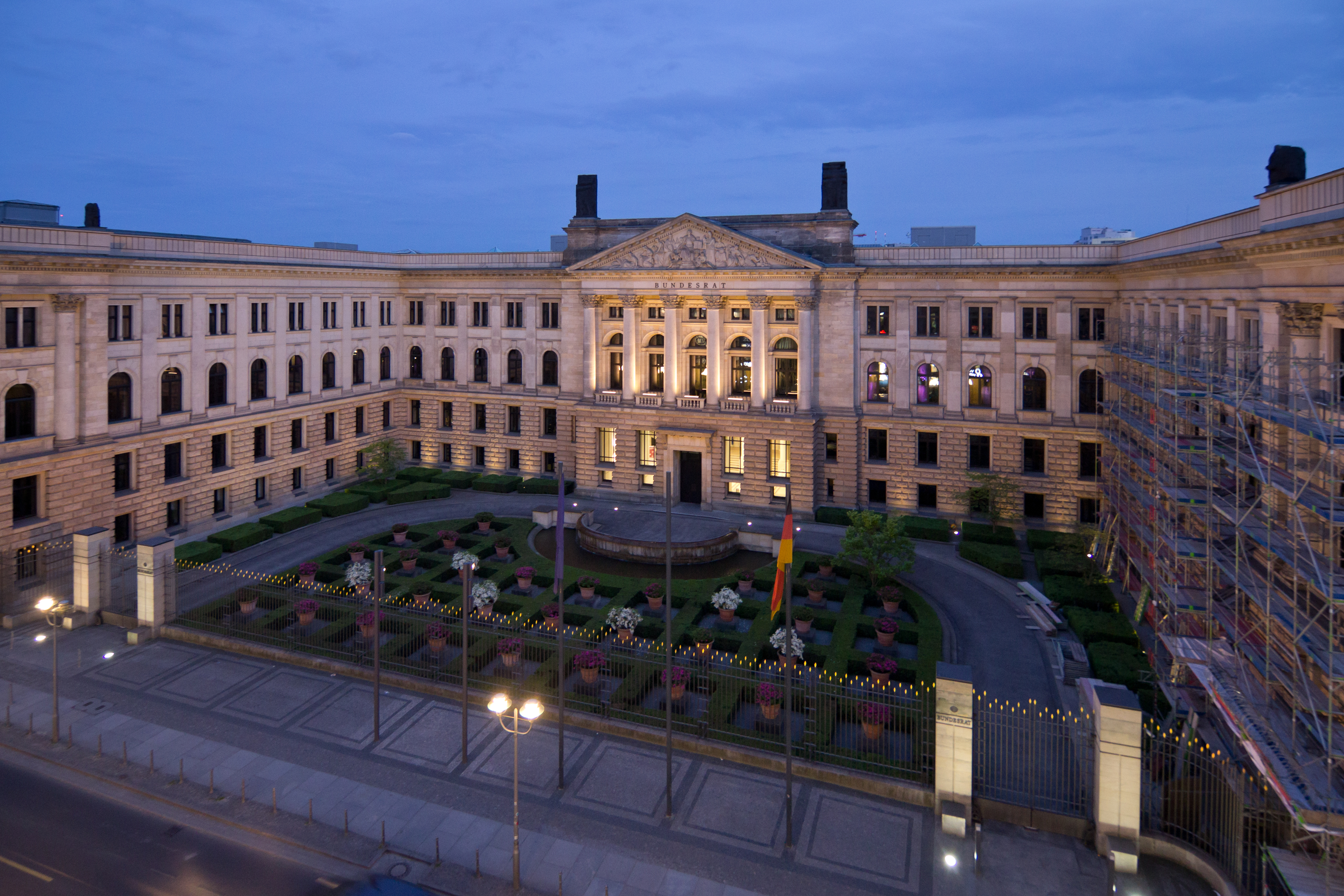
Bâtiment du Bundesrat.
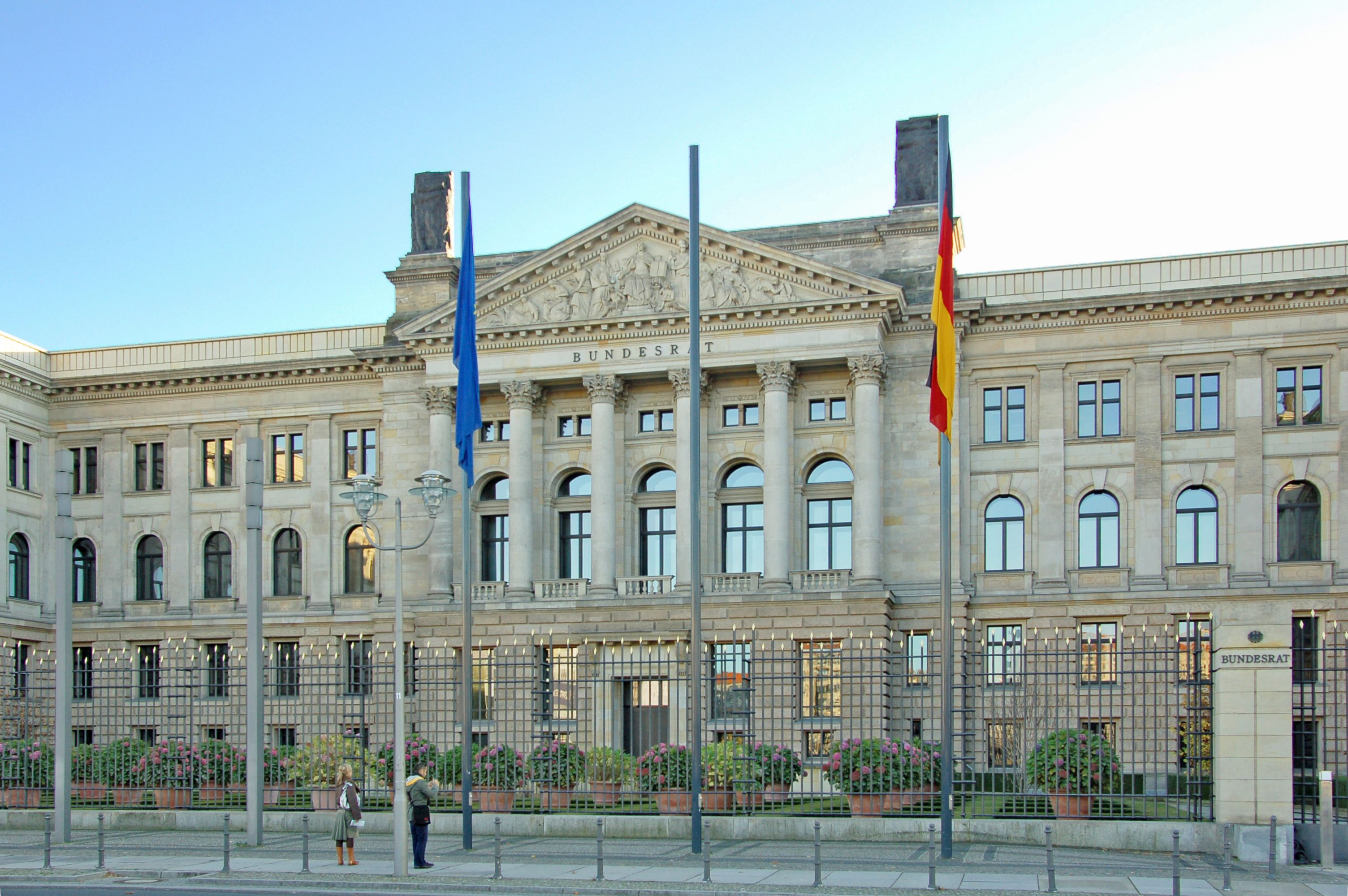
Bâtiment du Bundesrat.
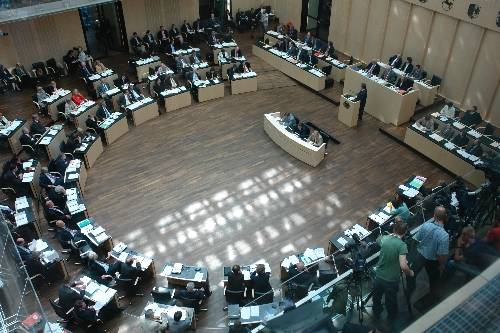
Salle du Bundesrat.
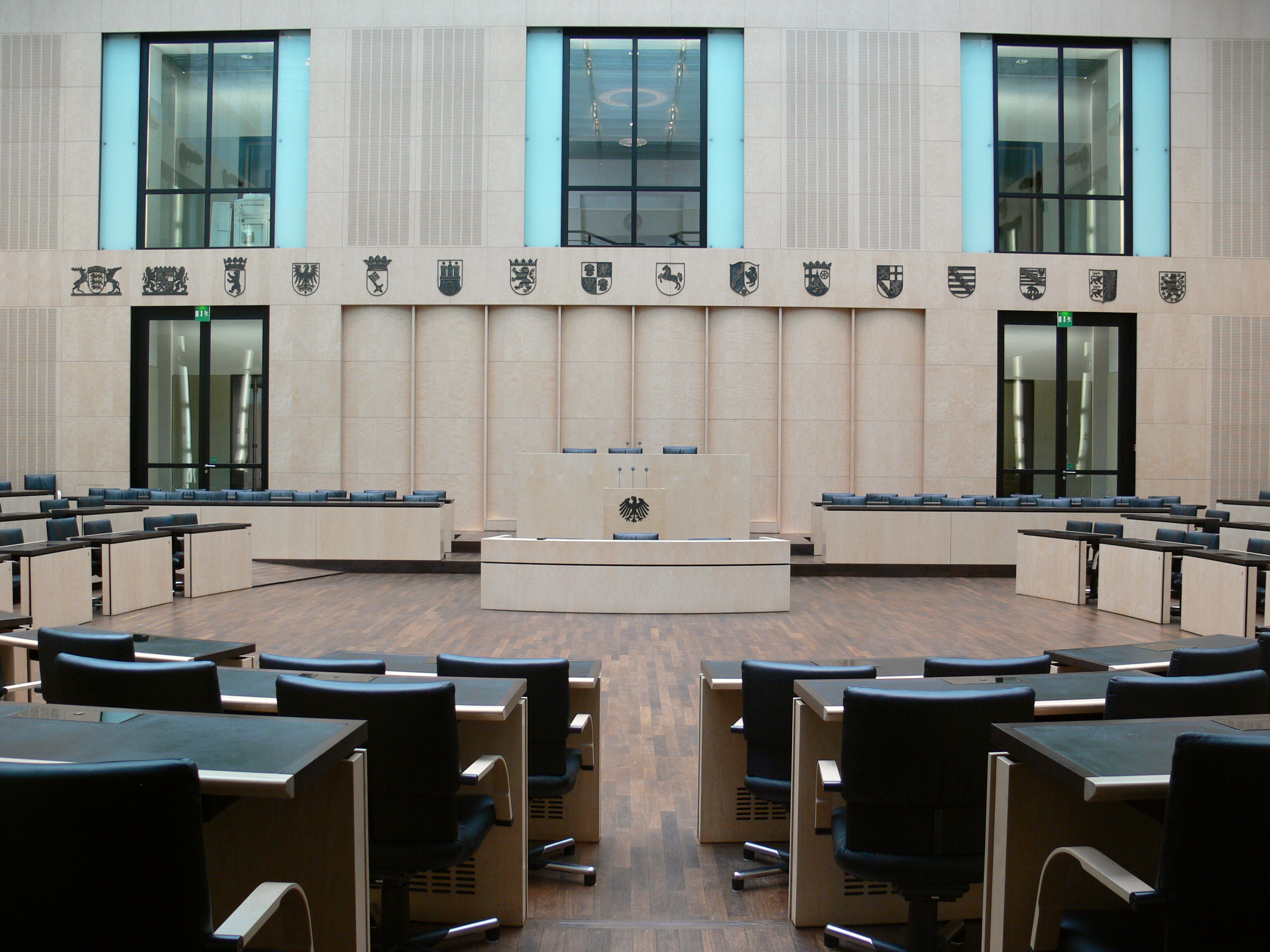
Salle du Bundesrat.